# Alfred von Lewinski
Alfred August Ludwig Wilhelm von Lewinski hoặc Alfred von Lewinski (14 tháng 1 năm 1831 tại Münster – 22 tháng 7 năm 1906 tại Görlitz) là một sĩ quan quân đội Phổ, được thăng đến cấp bậc Thượng tướng Bộ binh. Ông đã từng tham gia trong ba cuộc chiến tranh thống nhất nước Đức và là chú ruột của nhà chiến lược Erich von Manstein thời Chiến tranh thế giới thứ hai.

## Tiểu sử
Vào năm 1864, Lewinski tham gia cuộc Chiến tranh Đức-Đan Mạch với quân hàm Đại úy, và sáu đó trở thành sĩ quan phụ tá trong Bộ chỉ huy của Quân đoàn III. Trong cuộc Chiến tranh Bảy tuần, ông phục vụ tại Bộ Chỉ huy của Binh đoàn thứ nhất và tham chiến trong các trận đánh tại Münchengrätz, Gitschin và Königgrätz.
Vào năm 1867, ông được thuyên chuyển sang Bộ Tổng tham mưu và vào năm 1870, ông tham gia trong Bộ THam mưu của Sư đoàn số 5 trong cuộc Chiến tranh Pháp-Đức (1870 – 1871) cuộc Chiến tranh Pháp-Đức (1870 – 1871). Trong cuộc chiến ở Pháp, ông đã tham gia chiến đấu trong cuộc vây hãm Metz và sau đó là trong chiến dịch thung lũng sông Loire. Ông đã thể hiện khả năng của mình tại Villers les Plenois và trong trận chiến Change, nhờ đó ông được phong tặng Huân chương Quân công.
Vào năm 1872, ông được lên quân hàm Thượng tá và được ủy nhiệm làm Tham mưu trưởng của Quân đoàn IX. Các bước kế tiếp trong sự nghiệp quân sự của ông là:
- Được phong cấp bậc Đại tá vào năm 1874
- Được bổ nhiệm làm Tư lệnh của Trung đoàn Bộ binh "von Grolmann" (Posen số) số 18 vào năm 1878
- Được bổ nhiệm làm Chỉ huy trưởng của Lữ đoàn Bộ binh số 9 vào năm 1880
- Được lên quân hàm Thiếu tướng vào năm 1881
- Được lên quân hàm Trung tướng vào năm 1885

Vào năm 1885, ông được bổ nhiệm làm Tư lệnh của Sư đoàn số 5, và đến năm 1890 ông trở thành Thống đốc của Straßburg. Vào năm 1890, ông được thăng cấp Thượng tướng Bộ binh. Vào năm 1895, Alfred von Lewinski nghỉ hưu. Ông từ trần ngày 22 tháng 7 năm 1906 ở Görlitz, Đế quốc Đức.
Người anh trai của ông, Eduard Julius Ludwig von Lewinski, cũng là một tướng lĩnh quân đội Phổ.